# Stadium Casablanca de Saragosse
Maillots
Le Stadium Casablanca, appelé Mann-Filter Zaragoza pour des raisons de sponsor, est un club espagnol de basket-ball basé à Saragosse. Le club appartient à la Liga Femenina, soit le plus haut niveau du championnat espagnol.

## Historique
Le club accéda pour la première fois à l’élite en 1977-1978 et fut relégué en deuxième division à l’issue de la saison.
La troisième place obtenue à l’issue de la saison 2012-2013 de LF2 permit au club d’accéder une deuxième fois à l’élite, grâce à l’élargissement de la Liga feminina à 12 équipes.
Lors de ce retour dans l’élite, le club prit le nom de son nouveau sponsor « Mann-Filter », qui sponsorisait depuis douze saisons le club de CDB Saragosse, disparu à la fin de la saison 2012-2013.